# Generaldiözese Hildesheim
Die Generaldiözese Hildesheim war ein kirchlicher Aufsichtsbezirk im Bereich der heutigen Evangelisch-lutherischen Landeskirche Hannovers.
Sie entstand 1806 durch die Zusammenlegung der Generaldiözesen Alfeld und Bockenem, die ihrerseits 1569 im Zuge der kirchlichen Neuordnung des Fürstentums Braunschweig-Wolfenbüttel gebildet worden waren. Sitz des Generalsuperintendenten, der seit 1818 zugleich Mitglied des Konsistoriums sowie des Landeskirchenamts Hannover war, war zunächst Alfeld, dann Elze und ab 1853 Hildesheim. 1903 wurden die Generalsuperintendenturen neu geordnet. In der Generaldiözese Hildesheim ging die bisherige Generaldiözese Göttingen auf. Der vergrößerte Bezirk umfasste damit den gesamten Süden der preußischen Provinz Hannover.
Mit der Neubildung der Sprengel unter Landesbischof August Marahrens 1936 wurde die Generaldiözese Hildesheim aufgelöst und das Gebiet des früheren Fürstentums Hildesheim mit dem Kirchenkreis Clausthal-Zellerfeld zum Sprengel Hildesheim-Harz mit Sitz in Goslar vereinigt.

## Generalsuperintendenten
Generalsuperintendenten von Hildesheim waren:
- 1806–1828: August Friedrich Brackmann
- 1829–1833: Friedrich Brandis
- 1833–1852: Christian Bauer
- 1853–1866: Eduard Twele
- 1866–1868: Karl Erck
- 1870–1872: Christfried Albert Thilo
- 1872–1901: Eduard Hahn
- 1903–1925: Theodor Hoppe
- 1925–1936: Karl Stisser